# Dicranella stickinensis
Dicranella stickinensis är en bladmossart som beskrevs av Abel Joel Grout 1936. Dicranella stickinensis ingår i släktet jordmossor, och familjen Dicranaceae. Inga underarter finns listade i Catalogue of Life.